# 奥山貴宏
奥山 貴宏（おくやま たかひろ、1971年11月5日 - 2005年4月17日）は、日本の作家、フリーライター。山形県出身。ロックバンド、ACIDMANのボーカル&ギター大木伸夫の義兄。音楽、映像、パソコンなどのジャンルを得意とする。趣味はバイク。

## 詳細

### ガン発覚前
宮城県仙台市に生まれ、小学校から高校までを山形県で過ごす。2浪して日本大学芸術学部入学。卒業後、ワールドフォトプレス、MdN、リットーミュージックで編集の仕事に従事。2001年にフリーランスとなる。

### ガン発覚後
風邪をこじらせたと思い病院に行くが、肺がんと診断され、2003年2月「余命2年」と宣告される。そして彼は自身のホームページの日記に「助かりたい、死にたくない」といったものを出来るだけ排除した、かつてないスタイルの闘病記をつづりはじめる。本人は喫煙者だったが、ガンの原因は年齢的に先天的な要因との分析がなされている。「自分らしさ」を貫こうとする彼の生き方に共感した若い世代から大反響を呼び、同年11月『31歳ガン漂流』として書籍化される。2004年6月に新たにブログ『32歳ガン漂流エヴォリューション』もスタートさせた。2005年3月には書籍版『32歳ガン漂流エヴォリューション』が刊行。同年4月、念願だった小説『ヴァニシング・ポイント』を発売。小説発売の3日後に死去。余命宣告から2年4ヶ月後だった。享年33歳。ブログの最後の文章は「死にたくないな。書店で会いたい。本屋でセットで買ってくれ」。同年7月、『33歳ガン漂流ラスト・イグジット』刊行。

## 書籍
- 『31歳ガン漂流』（ポプラ社,2003年11月）ISBN 9784591079041　（→ポプラ社から文庫化,解説:勝谷誠彦,2009年6月 ISBN 4591110095）
2002年12月～2003年6月の日記に加筆修正したもの。装画はやまだないと、帯は宮藤官九郎が書いた。
- 『32歳ガン漂流エヴォリューション（牧野出版、2005年3月）ISBN 9784895000789　（→ポプラ社から文庫化、解説:藤原和博、2009年12月 ISBN 459111452X）

2004年4月～2005年1月の日記とブログに加筆修正したもの。装画はやまだないと。
- 『ヴァニシング・ポイント』（マガジンハウス、2005年4月）ISBN 9784838715800
ジャック・ケルアックの「路上」へのオマージュをこめた自伝的小説。
- 『33歳ガン漂流ラスト・イグジット』（牧野出版、2005年7月）ISBN 9784895000819　（→ポプラ社から文庫化、解説:宮藤官九郎、2010年6月 ISBN 4591118584）
2005年1月～2005年4月の日記とブログ。

どれもオーディオブック化されており、ナレーターは伊原農が担当している。

## テレビ番組
- ジェネジャン（2003年12月・2004年12月、日本テレビ系）
「命」をテーマに徹底討論した。
- ETV特集 俺を覚えていて欲しい～ガン漂流・作家と読者の850日～（2005年7月、NHK教育）
「生きている自分の姿を映像でも残したい」と撮影を大学の同期の親友に依頼したもの。
ナレーションは松浦亜弥が担当。